# Kwame Nkrumah
Kwame Nkrumah (21 tháng 9 năm 1909 - 27 tháng 4 năm 1972) là một chính trị gia, nhà cách mạng người Ghana. Ông là thủ tướng, tổng thống đầu tiên của Ghana từ năm 1957 đến năm 1966. Nkrumah là một nhà theo chủ nghĩa liên Phi có tầm ảnh hưởng của thế kỷ 20, một thành viên sáng lập Tổ chức châu Phi Thống nhất và được Liên Xô tặng Giải thưởng Hòa bình Quốc tế Lenin vào năm 1962.
Ông từng là thủ tướng dưới thời người Anh cai trị từ năm 1952 đến 1960, khi Ghana độc lập thì ông trở thành tổng thống. Là một người xã hội chủ nghĩa, với tư tưởng chống chủ nghĩa đế quốc, vào năm 1965 ông viết một cuốn sách lấy tên là "Chủ nghĩa thực dân mới: Giai đoạn cuối cùng của chủ nghĩa đế quốc".
Nkrumah bị tình báo Mỹ CIA lật đổ trong cuộc đảo chính năm 1966 và phải sang tị nạn ở România. CIA đã phủ nhận mọi liên quan nhưng báo chí Anh đưa tin có 40 sĩ quan CIA hoạt động tại đại sứ quán Mỹ đã "cung cấp hào phóng cho các kẻ thù bí mật của tổng thống Nkrumah" và công việc của họ "đã được thưởng công đầy đủ". Cựu sĩ quan CIA John Stockwell tiết lộ thêm về vai trò quyết định của CIA trong vụ đảo chính với cuốn sách "In Search of Enemies".

## Tổng thống Ghana
Năm Châu Phi 1960, khi Ghana độc lập thì ông trở thành tổng thống. Ông là một người xã hội chủ nghĩa, với tư tưởng chống đế quốc, vào năm 1965 ông viết một cuốn sách lấy tên là "Chủ nghĩa thực dân mới: Giai đoạn cuối cùng của chủ nghĩa đế quốc".
Nkrumah chủ trương thúc đẩy nền văn hóa châu Phi, kêu gọi mở các thư viện quốc tế và nỗ lực hợp tác nghiên cứu về lịch sử và văn hóa. Ông đã tiêu diệt các định kiến về "sự ưu việt tối cao về văn hóa" được áp đặt bởi các sách giáo khoa thời thực dân Anh. Năm 1962, Nkrumah cho khai trương Viện Nghiên cứu Châu Phi.
Một chiến dịch chống hủ tục buộc phụ nữ khoả thân ở phía bắc của đất nước nhận được sự quan tâm đặc biệt từ Nkrumah, ông cũng cho thành lập Liên đoàn Phụ nữ Ghana, nâng cao chương trình nghị sự của chính phủ về dinh dưỡng, nuôi dạy trẻ em và quần áo. Các luật được thông qua vào năm 1959 và 1960 đã chỉ định các vị trí đặc biệt trong quốc hội do phụ nữ nắm giữ, một số phụ nữ được thăng chức lên lãnh đạo. Phụ nữ được vào các trường đại học nhiều hơn, được tham gia nhiều ngành nghề hơn, bao gồm y học và luật pháp, và cũng được tham gia quân đội và không quân. Một số phụ nữ bình dân nhận được sự hỗ trợ từ Phong trào Hợp tác.
Năm 1962, Nkrumah đề ra chính sách phổ cập giáo dục, tất cả trẻ em phải được đi học, cũng như đạt được "một nền tảng đọc viết thường xuyên bằng cả tiếng Anh và tiếng bản xứ". Năm 1961, Nkrumah cho xây Viện tư tưởng Kwame Nkrumah để đào tạo công chức Ghana cũng như thúc đẩy chủ nghĩa liên Phi Năm 1964, Nkrumah đưa ra Kế hoạch Phát triển Bảy năm để Tái thiết và Phát triển Quốc gia, đã xác định giáo dục là một nguồn phát triển chính và kêu gọi mở rộng các trường kỹ thuật.
Nkrumah đề ra chính sách công nghiệp hóa với mục tiêu phát triển đất nước. Tuy nhiên, việc thực thi kém khiến kế hoạch bị thất bại, đồng thời giá ca cao trên thị trường thế giới sụt giảm đã khiến nền kinh tế Ghana dần rơi vào khủng hoảng. Nợ quốc gia tăng vọt, lên tới 1 tỉ USD vào năm 1966. Tuy vậy, một số công trình cũng đem lại lợi ích lâu dài cho đất nước, như là đập sông Volta và bến cảng ở Tema..
Trong cuốn sách "Military Rule and the Politics of Demilitarization", tác giả Hutchful cáo buộc rằng trong những năm cầm quyền, Nkrumah đã thực hiện chính sách cai trị độc tài, đàn áp các nhóm đối lập chính trị trong nước, nhất là sau vụ ám sát nhắm vào Nkrumah vào tháng 8 năm 1962. Luật sư Ghana- Samuel Adjie Sarfo đã kể về tình hình chính trị của Ghana trong những năm tháng Nkrumah cai trị "Không có luật pháp nào tồn tại trong nước bởi vì Nkrumah đã tạo ra luật của chính mình. Ông ta có thể bỏ tù mười năm bất cứ ai mà không thông qua xét xử. Ông ta có thể bổ nhiệm và sa thải các thẩm phán theo ý muốn. Ông ta đã xóa bỏ một cách triệt để nền dân chủ đa nguyên và biến mình trở thành một tổng thống trọn đời với những quyền hạn không bao giờ bị ngăn cấm để điều hành đất nước như tài sản thuộc quyền sở hữu của cá nhân ông ta".
Cuối cùng Nkrumah bị lật đổ trong cuộc đảo chính năm 1966 mà nhiều quan điểm cho rằng CIA đã đứng sau hậu thuẫn. CIA đã phủ nhận mọi liên quan nhưng báo chí Anh đưa tin có 40 sĩ quan CIA hoạt động tại đại sứ quán Mỹ đã "cung cấp hào phóng cho các kẻ thù bí mật của tổng thống Nkrumah" và công việc của họ "đã được thưởng công đầy đủ". Cựu sĩ quan CIA John Stockwell tiết lộ thêm về vai trò quyết định của CIA trong vụ đảo chính với cuốn sách "In Search of Enemies". Theo các tài liệu tình báo do Văn phòng sử học Hoa Kỳ công bố, CIA cho rằng "Nkrumah đã làm những việc khiến lợi ích của chúng ta [chính phủ Mỹ] suy yếu nhiều hơn so với bất kỳ người Châu Phi da đen nào khác."
Hiện nay, Nkrumah được nhiều người ghi danh như một anh hùng. Năm 2000, Nkrumah được bình chọn là "Người đàn ông Thiên niên kỷ của châu Phi" bởi những người nghe đài BBC World Service, được BBC mô tả là "Anh hùng giành độc lập dân tộc", và "biểu tượng quốc tế về sự tự do và là lãnh đạo của quốc gia châu Phi da đen đầu tiên từ sau thời thuộc địa" Vào tháng 9 năm 2009, Tổng thống Ghana John Atta Mills tuyên bố ngày 21 tháng 9 năm 2009 (kỷ niệm 100 năm ngày sinh của Kwame Nkrumah) sẽ trở thành Ngày sáng lập, một ngày lễ theo luật định ở Ghana để kỷ niệm các di sản của Kwame Nkrumah. Người dân Ghana ngày nay có cái nhìn trái chiều về Nkrumah, có những ý kiến cho rằng ông là người hùng dân tộc, có những ý kiến khác lại chỉ trích sự cầm quyền độc đoán của Nkrumah trong những năm làm Tổng thống 

## Tác phẩm
- "Negro History: European Government in Africa," The Lincolnian, 12 tháng 4 năm 1938, p. 2 (Lincoln University, Pennsylvania) - see Special Collections and Archives, Lincoln University Lưu trữ ngày 17 tháng 8 năm 2009 tại Wayback Machine
- Ghana: The Autobiography of Kwame Nkrumah (1957) ISBN 0-901787-60-4
- Africa Must Unite (1963) ISBN 0-901787-13-2
- African Personality (1963)
- Neo-Colonialism: the Last Stage of Imperialism (1965) ISBN 0-901787-23-X
- Axioms of Kwame Nkrumah (1967) ISBN 0-901787-54-X
- African Socialism Revisited (1967)
- Voice From Conakry (1967) ISBN 90-17-87027-3
- Handbook for Revolutionary Warfare (1968) - first introduction of Pan-African pellet compass
- Consciencism: Philosophy and Ideology for De-Colonisation (1970) ISBN 0-901787-11-6
- Class Struggle in Africa (1970) ISBN 0-901787-12-4
- The Struggle Continues (1973) ISBN 0-901787-41-8
- I Speak of Freedom (1973) ISBN 0-901787-14-0
- Revolutionary Path (1973) ISBN 0-901787-22-1